# Селиваново (Орловская область)
Селиваново — деревня в Колпнянском районе Орловской области России. Входит в состав Крутовского сельского поселения.

## География
Деревня находится в юго-восточной части Орловской области, в лесостепной зоне, в пределах центральной части Среднерусской возвышенности, на берегах ручья Нетрубеж (правый приток Быстрой Сосны), на расстоянии примерно 10 километров (по прямой) к юго-западу от Колпны, административного центра района. Абсолютная высота — 192 метра над уровнем моря.

### Климат
Климат характеризуется как умеренно континентальный. Среднегодовая температура воздуха составляет +4,6 °C. Средняя температура января −8,5 °C, средняя температура июля +18,5 °C. Годовое количество осадков 500—550 мм.

### Часовой пояс
Деревня Селиваново, как и вся Орловская область, находится в часовой зоне МСК (московское время). Смещение применяемого времени относительно UTC составляет +3:00.

## Население
| 2010 |
| ---- |
| 37   |

### Половой состав
По данным Всероссийской переписи населения 2010 года в половой структуре населения мужчины составляли 45,9 %, женщины — соответственно 54,1 %.

### Национальный состав
Согласно результатам переписи 2002 года, в национальной структуре населения русские составляли 99 % из 79 чел.

## История
В 1963 году деревни Александровка (Александровка 4-я), Вышенка, Сады, Селиваново, поселки Зареченка и Ивановский объединены в одно село Селиваново.